# Josef Gruntzel
Josef Gruntzel (* 20. Oktober 1866 in Alt-Paka; † 21. November 1934 in Wien; auch Josef Grunzel, Joseph Gruntzel und Joseph Grunzel) war ein österreichischer Nationalökonom.

## Leben
Josef Gruntzel maturierte 1885 an einem Gymnasium und begann im selben Jahr an der Universität Wien Staatswissenschaften und Orientalistik zu studieren. Er wechselte 1886 an das Collège de France und die Ecole des langues orientales vivantes in Paris. Danach besuchte er das Seminar für Orientalische Sprachen an der Friedrich-Wilhelms-Universität in Berlin. An der Universität Wien promovierte er schließlich 1888 zum Doktor der Philosophie und kurz danach in Jus.
Gruntzels erste wissenschaftliche Schrift erschien 1888. Zu Beginn seiner Laufbahn betätigte er sich als Linguist und befasste sich mit den altaischen Sprachen. Dies blieb ebenso Episode wie sein Versuch als Theaterautor, der ein soziales Drama mit dem Titel Sturmflut schrieb, das einen Arbeiteraufstand zum Thema hat. Josef Gruntzel fand seine Berufung schließlich in der Nationalökonomie. Er widmete sich publizistisch einer praxisorientierten Wirtschaftspolitik ebenso wie der Finanzwissenschaft und der Methodologie der Wirtschaftswissenschaften.
Er arbeitete ab 1890 für das staatliche Österreichische Handelsmuseum als Bibliothekar und Schriftleiter der amtlichen Konsularberichte sowie ab 1891 zusätzlich als Sekretär des Zentralverbands der Industriellen Österreichs. Für das Handelsmuseum wirkte er fünf Jahre lang als Fachberichterstatter im Osmanischen Reich, in Ägypten, Griechenland und Spanien. Gruntzel wurde 1908 ordentlicher Professor für Nationalökonomie an der Wiener Exportakademie, einer Vorgängerinstitution der  Wirtschaftsuniversität Wien. Er setzte sich für den Ausbau der Exportakademie zur Hochschule für Welthandel ein, der er dann von 1921 bis 1923, von 1925 bis 1927 und von 1931 bis 1932 als Rektor vorstand. Er positionierte sich gegen die antisemitischen Aktivisten der Deutschen Studentenschaft und versuchte bedrohte jüdische Studenten zu schützen.
Josef Gruntzel war seit 1898 mit Rosa Gruntzel verheiratet und zuletzt verwitwet. Er hatte zwei Töchter und einen Sohn. Er starb im Alter von 68 Jahren nach einer kurzen schweren Krankheit und wurde auf dem Wiener Zentralfriedhof bestattet.

## Schriften
- Die Vocalharmonie der altaischen Sprachen. Tempsky, Wien 1888.
- Zur Phonetik der altaischen Sprachen. Dissertation. Universität Wien, Wien 1889.
- Die kommercielle Entwicklung Chinas in den letzten 25 Jahren. Friedrich, Leipzig 1891.
- Die Handelsbeziehungen Oesterreich-Ungarns zu den Balkanländern. A. Dorn, Wien 1892.
- Entwurf einer vergleichenden Grammatik der altaischen Sprachen nebst einem vergleichenden Wörterbuch. Altmann, Leipzig 1894.
- Sturmflut. Drama in fünf Aufzügen. E. Pierson, Dresden/Leipzig 1894.
- Der internationale Wirtschaftsverkehr und seine Bilanz. Duncker & Humblot, Leipzig 1895.
- Statistik der österreichischen Baumwollindustrie. Verband der Baumwoll-Industriellen, Wien 1895.
- Die Arbeiterausschüsse in Oesterreich. Eine Privat-Enquête der Wochenschrift Die Industrie. Verlag der Wochenschrift Die Industrie, Wien 1896.
- Die wirtschaftlichen Verhältnisse Kleinasiens. A. Dorn, Wien 1897.
- Handbuch der internationalen Handelspolitik. Manz, Wien 1898.
- System der Handelspolitik. 3., umgearbeitete Auflage. Julius Springer, Wien 1928 (Erstausgabe: Duncker & Humblot, Leipzig  1901).
- Über Kartelle. Duncker & Humblot, Leipzig 1902.
- Bericht über die wirtschaftlichen Verhältnisse des Osmanischen Reiches. Hof- und Staatsdruckerei, Wien 1903.
- Bericht über die wirtschaftlichen Verhältnisse Ägyptens. Hof- und Staatsdruckerei, Wien 1905.
- System der Industriepolitik. Duncker & Humblot, Leipzig 1905.
- Bericht über die wirtschaftlichen Verhältnisse Griechenlands. Hof- und Staatsdruckerei, Wien 1906.
- System der Verkehrspolitik. Duncker & Humblot, Leipzig 1908.
- Grundriß der Wirtschaftspolitik. 5 Bände: 1. Allgemeine Volkswirtschaftslehre, 2. Agrarpolitik, 3. Industriepolitik, 4. Handelspolitik, 5. Verkehrspolitik. Hölder-Pichler-Tempsky, Wien 1909.
- Der Sieg des Industrialismus. Bodenemanzipation und Betriebskonzentration. Duncker & Humblot, Leipzig 1911.
- Handelspolitik und Ausgleich in Österreich-Ungarn. Hölder, Wien 1912.
- Die Industrie. In: Gerhard Anschütz (Hrsg.): Handbuch der Politik. 2. Auflage. II. Band. Rothschild, Berlin/Leipzig 1914, S. 384–404 (Erstausgabe:  1912).
- Handels-, Zahlungs- und Wirtschaftsbilanz. Verlag der Export-Akademie des k.k. Österreichischen Handelsmuseums, Wien 1914.
- Wert und Preis. Eine theoretische Untersuchung nach realistischer Methode. Duncker & Humblot, München 1914.
- Preistreiberei. Eine kritische Beleuchtung ihres Wesens und ihrer Bekämpfung. Hölder, Wien 1915.
- Economic Protectionism. Clarendon Press, Oxford 1916.
- Staat und Volkswirtschaft. Compaßverlag, Wien 1916.
- Theorie der Volkswirtschaft. 2., umgearbeitete Auflage. Hölder-Pichler-Tempsky, Wien 1923 (Erstausgabe: Hölder, Wien  1918, Titel der Erstausgabe: Wirtschaftliche Begriffe. Ein neuer Versuch zur wissenschaftlichen Klärung der in der Volkswirtschaftslehre üblichsten Ausdrücke).
- Der Geldwert. Grundsätze für die Beurteilung der Geldentwertung (= Finanz- und volkswirtschaftliche Zeitfragen. Nr. 57). Enke, Stuttgart 1919.
- Grundriß der Finanzwissenschaft. 2., verbesserte Auflage. Hölder, Wien 1922 (Erstausgabe:  1920).
- Die Wirtschaftsordnung. Antrittsrede gehalten bei der feierlichen Amtseinführung als Rektor der Hochschule für Welthandel am 19. November 1921. Verlag der Hochschule für Welthandel, Wien 1921.
- Geldwert und Wechselkurs. Hölder, Wien 1923.
- Theorie des zwischenstaatlichen Wirtschaftsverkehrs. Freihandel oder Schutzzoll. Hölder-Pichler-Tempsky, Wien 1924.
- Die Lehre vom Volksreichtum. Hölder-Pichler-Tempsky, Wien 1926.
- Die wirtschaftliche Konzentration. Springer, Wien 1928.
- Wirtschaft und Politik. In: Jahrbücher für Nationalökonomie und Statistik. Band 133. Gustav Fischer, Jena 1930, S. 641–657.
- Die Freihandelstheorie der komparativen Kosten. Heymann, Berlin 1932.
- Das Wesen der Wirtschaftsordnung. Heymann, Berlin 1932.
- Unternehmung und Volkswirtschaft. In: Karl Meithner (Hrsg.): Die Bilanzen der Unternehmungen. Festgabe für Julius Ziegler. Band 1: Grundlegung. Aufbau und Problemkreise der Bilanzen. Österreichischer Wirtschaftsverlag, Wien 1933, S. 3–13.

## Ehrungen
- Titel Hofrat (1918)[1]
- Straßenbenennung der Gruntzelstraße in Wien-Essling (1955)[8]